# Кијев
Кијев (укр. Київ) главни је и највећи град Украјине. Налази се на северу државе на обали реке Дњепар. Према процени из 2012. у граду је живело 2.814.258 становника. (иако су медији наводили и веће бројеве). Сматра се да би тај број у реалности прешао три милиона када би се бројали сви имигранти који непријављено бораве у граду. Простире се на површини од око 839 km².
Основан је у 5. веку а статус града добија 1487. године. По легенди, основала су га тројица браће: Хорив, Киј и Шцек. Универзитет Кијево-могиљанска академија је основан 1615. године. У граду постоји 99 високих школа, 25 музеја, планетаријум, позориште, ботанички и зоолошки вртови. Због великог броја цркава и манастира и значаја за православни свет, од средњег века град носи надимак „Јерусалим севера“ (данас чешће: „Јерусалим истока“). Због своје историјске улоге, као престоница Кијевске Русије, Кијев је познат и као „Мајка руских градова“.

## Географија
Стари део града налази се на десној обали Дњепра, док се новији део налази на левој обали. Дњепар је широк на путу кроз град, на неким местима и по два километра, на територији града уливају се у њега и још неке реке, од којих је најзначајнија Десна, а у самом центру налази се неколико ада, од којих су три велике и углавном намењене излетницима.

### Клима
| Клима Кијева (1981–2010, екстреми 1881–садашњост)                        | Клима Кијева (1981–2010, екстреми 1881–садашњост) | Клима Кијева (1981–2010, екстреми 1881–садашњост) | Клима Кијева (1981–2010, екстреми 1881–садашњост) | Клима Кијева (1981–2010, екстреми 1881–садашњост) | Клима Кијева (1981–2010, екстреми 1881–садашњост) | Клима Кијева (1981–2010, екстреми 1881–садашњост) | Клима Кијева (1981–2010, екстреми 1881–садашњост) | Клима Кијева (1981–2010, екстреми 1881–садашњост) | Клима Кијева (1981–2010, екстреми 1881–садашњост) | Клима Кијева (1981–2010, екстреми 1881–садашњост) | Клима Кијева (1981–2010, екстреми 1881–садашњост) | Клима Кијева (1981–2010, екстреми 1881–садашњост) | Клима Кијева (1981–2010, екстреми 1881–садашњост) |
| Показатељ \ Месец                                                        | .Јан.                                             | .Феб.                                             | .Мар.                                             | .Апр.                                             | .Мај.                                             | .Јун.                                             | .Јул.                                             | .Авг.                                             | .Сеп.                                             | .Окт.                                             | .Нов.                                             | .Дец.                                             | .Год.                                             |
| ------------------------------------------------------------------------ | ------------------------------------------------- | ------------------------------------------------- | ------------------------------------------------- | ------------------------------------------------- | ------------------------------------------------- | ------------------------------------------------- | ------------------------------------------------- | ------------------------------------------------- | ------------------------------------------------- | ------------------------------------------------- | ------------------------------------------------- | ------------------------------------------------- | ------------------------------------------------- |
| Апсолутни максимум, °C (°F)                                              | 11,1 (52)                                         | 17,3 (63,1)                                       | 22,4 (72,3)                                       | 30,2 (86,4)                                       | 33,6 (92,5)                                       | 35,0 (95)                                         | 39,4 (102,9)                                      | 39,3 (102,7)                                      | 33,8 (92,8)                                       | 28,0 (82,4)                                       | 23,2 (73,8)                                       | 14,7 (58,5)                                       | 39,4 (102,9)                                      |
| Максимум, °C (°F)                                                        | −0,9 (30,4)                                       | 0,0 (32)                                          | 5,6 (42,1)                                        | 14,0 (57,2)                                       | 20,7 (69,3)                                       | 23,5 (74,3)                                       | 25,6 (78,1)                                       | 24,9 (76,8)                                       | 19,0 (66,2)                                       | 12,5 (54,5)                                       | 4,9 (40,8)                                        | 0,0 (32)                                          | 12,5 (54,5)                                       |
| Просек, °C (°F)                                                          | −3,5 (25,7)                                       | −3 (27)                                           | 1,8 (35,2)                                        | 9,3 (48,7)                                        | 15,5 (59,9)                                       | 18,5 (65,3)                                       | 20,5 (68,9)                                       | 19,7 (67,5)                                       | 14,2 (57,6)                                       | 8,4 (47,1)                                        | 1,9 (35,4)                                        | −2,3 (27,9)                                       | 8,4 (47,1)                                        |
| Минимум, °C (°F)                                                         | −5,8 (21,6)                                       | −5,7 (21,7)                                       | −1,4 (29,5)                                       | 5,1 (41,2)                                        | 10,8 (51,4)                                       | 14,2 (57,6)                                       | 16,1 (61)                                         | 15,2 (59,4)                                       | 10,2 (50,4)                                       | 4,9 (40,8)                                        | 0,0 (32)                                          | −4,6 (23,7)                                       | 4,9 (40,8)                                        |
| Апсолутни минимум, °C (°F)                                               | −32,9 (−27,2)                                     | −32,2 (−26)                                       | −24,9 (−12,8)                                     | −10,4 (13,3)                                      | −2,4 (27,7)                                       | 2,4 (36,3)                                        | 5,8 (42,4)                                        | 3,3 (37,9)                                        | −2,9 (26,8)                                       | −17,8 (0)                                         | −21,9 (−7,4)                                      | −30,0 (−22)                                       | −32,9 (−27,2)                                     |
| Количина падавина, mm (in)                                               | 36 (1,42)                                         | 39 (1,54)                                         | 37 (1,46)                                         | 46 (1,81)                                         | 57 (2,24)                                         | 82 (3,23)                                         | 71 (2,8)                                          | 60 (2,36)                                         | 57 (2,24)                                         | 41 (1,61)                                         | 50 (1,97)                                         | 45 (1,77)                                         | 621 (24,45)                                       |
| Дани са кишом                                                            | 8                                                 | 7                                                 | 9                                                 | 13                                                | 14                                                | 15                                                | 14                                                | 11                                                | 14                                                | 12                                                | 12                                                | 9                                                 | 138                                               |
| Дани са снегом                                                           | 17                                                | 17                                                | 10                                                | 2                                                 | 0,2                                               | 0                                                 | 0                                                 | 0                                                 | 0,03                                              | 2                                                 | 9                                                 | 16                                                | 73                                                |
| Релативна влажност, %                                                    | 83                                                | 80                                                | 74                                                | 64                                                | 62                                                | 67                                                | 68                                                | 67                                                | 74                                                | 77                                                | 85                                                | 86                                                | 74                                                |
| Сунчани сати — месечни просек                                            | 42                                                | 64                                                | 112                                               | 162                                               | 257                                               | 273                                               | 287                                               | 252                                               | 189                                               | 123                                               | 51                                                | 31                                                | 1.843                                             |
| Извор #1: Pogoda.ru.net, Централна опсерваторија за геофизику (екстреми) |                                                   |                                                   |                                                   |                                                   |                                                   |                                                   |                                                   |                                                   |                                                   |                                                   |                                                   |                                                   |                                                   |
| Извор #2: Дански метеоролошки институт (сунчаност, 1931–1960)            |                                                   |                                                   |                                                   |                                                   |                                                   |                                                   |                                                   |                                                   |                                                   |                                                   |                                                   |                                                   |                                                   |

## Историја
Кијев је био највећи град по површини у царевини Русији. Основан је 482. године по предању три брата и сестре племићког порекла. Најстарији брат звао се Киј, по њему је град добио име. У том граду Руси су примили хришћанство, када је велики кнез Владимир 988. оженио византијску принцезу Ану. Град је растао без икаквих проблема све до средине XIII века (50.000 становника), када ће га монголска најезда прегазити. У међувремену тукли су се за плодну црницу Украјине Литванци, Татари, Руси, Турци и Пољаци. Коначно руско освајање 18. века донело је трајни мир. Индустријска револуција допринела је успону града и целе Украјине. Захваљујући томе у Кијев је почео да стиже новац, а са њим и становници — од 1870. до 1914. се учетворостручио. Ако су индустријализација и јачање социјалног статуса у претходном веку град претворили од украјинског у руски, комунистички план о масовном пресељењу становништва у градове вратио му је потпуно украјински карактер. Турбулентна времена су се и даље наставила — од велике глади, која је од 1932. однела милионе украјинских живота због комунистичке неспособности у управљању, преко Стаљинових чистки и коначно рата, који је у Кијев стигао у јесен 1941. Немци су заузели град, завели терор против локалног словенског становништва и Јевреја. После рата град се брзо опоравио и постао једно од кључних економских и друштвених седишта СССР, све док се та земља на уласку у последњу деценију века није распала и уступила простор независној Украјини. Чернобиљска катастрофа у Чернобиљу утицала је на град, који је смештен ни 100 km од електране.
Данас је Кијев велико индустријско, културно и трговачко средиште земље. Има јако добро развијену машинску, текстилну и електротехничку индустрију. Започет је био и програм нуклеарне енергије, који је заустављен после катастрофалне несреће у Чернобиљу, северно од Кијева.

## Становништво
Према процени, у граду је 2012. живело 2.814.258 становника.
| 1979.     | 1989.     | 2001.     | 2012.     |
| --------- | --------- | --------- | --------- |
| 2.143.855 | 2.587.945 | 2.611.327 | 2.814.258 |

По попису становништва из 2001. у Кијеву је живело 83% Украјинаца и 13% Руса. Остале нације које ту живе су: Јевреји, Белоруси, Пољаци, Јермени и други.
Што се тиче језика, 64% становништва тврди да им је украјински први језик, док је руски језик матерњи за 34% становништва.
Кијев је седиште Украјинске православне патријаршије и Руске православне митрополије. Кијевска катедрала Свете Софије је најстарија источнословенска катедрала. Планира се да велики архиепископ гркокатоличке цркве премести овде своју резиденцију из Лавова. У Кијеву живи и мали број јеврејских и муслиманских верника. На грбу Кијева приказан је заштитник града Арханђел Михаило.
| Националност | 1989. | 2001. | Матерњи језик    | 1989. | 2001. |
| Украјинци    | 72,5% | 82,2% | Украјински језик | 57,6% | 72,1% |
| Руси         | 20,9% | 13,1% | Руски језик      | 41,1% | 25,3% |
| Јевреји      | 3,9%  | 0,7%  | остали језици    | 1,3%  | 2,6%  |
| Белоруси     | 1,0%  | 0,6%  |                  |       |       |
| Пољаци       | 0,4%  | 0,3%  |                  |       |       |
| Јермени      | 0,2%  | 0,2%  |                  |       |       |

## Административна подела
Град је подељен на десет општина, седам на десној, три на левој обали. Практично све знаменитости налазе се на десној обали, јер је лева углавном састављена од стамбених насеља насталих у XX веку.
Кијев и даље расте, за разлику од Украјине — град је добио око пола милиона становника за 20 година, док је држава изгубила готово шест милиона, мањим делом због беле куге, а већим због масовног исељавања у Русију и на запад.

## Привреда
Данас је Кијев велико индустријско, културно и трговачко средиште земље. Има јако добро развијену машинску, текстилну и електротехничку индустрију. Започет је био и програм нуклеарне енергије, који је заустављен после катастрофалне несреће у Чернобиљу, северно од Кијева.

### Саобраћај
У граду је саобраћајна инфраструктура добро развијена, а кроз сам град пролазе две саобраћајнице од међународног значаја - Е40 и Е95 .
Због свог географског положаја, град спаја запад и исток земље, па има изузетно важан стратешки значај у погледу будућих инфраструктурних пројеката.

## Архитектура и уређење града
Експанзија коју је доживео непосредно пре Првог светског рата, када је за кратко време учетворостручено становништво, донела је и проширење града, са преко 1000 изграђених објеката у последњих седам предратних година. Већина их је видљиво и данас и то чини један од занимљивијих аспеката посете Кијеву. У Кијеву, туристима су најинтересантније цркве. Кијев је увек био место које је познато по црквама, још од добијања хришћанства у X веку, иако се вековима борио са Монголима, пољским католицима и комунистима, цркве су опстајале, са својим златним крововима и данас су најпривлачнији за све који дођу у главни украјински град.
Град је препознатљив по лескама. Кијев је веома зелен град и има две велике ботаничке баште. Најпознатији паркови су Парк Победе и Хидропарк.
Од споменика архитектуре најпознатији су Маријин Дворац, зграда Министарства иностраних послова, неколико манастирских и црквених комплекса укључујући и чувену Печерску Лавру. Најпознатије цркве су оне Свете Софије, Светог Андреја и Светог Владимира.
Цилиндрични хотел Салут, који се налази преко пута Трга Славе и гроба незнаног јунака, једна је од најпрепознатљивијих знаменитости Кијева.
Највећи градски трг је Трг Независности. Препознатљив је по великом обелиску, фонтанама и подземном тржном центру „Глобус.“

### Архитектонски споменици
- Манастир светога Михајла, реконструкција 1998.
- Црква светога Андреја.
- Саборна црква свете Софије
- Катедрала светог Владимира
- Сабор Успења у Кијево-Печерској лаври, реконструкција после 1991.
- Црква Богородице Пирошке
- Споменик принцезе Олге
- Златна врата Кијева
- Кијевска опера
- Национална банка Украјине
- Кућа са химерама
- Некадашњи Лењинов споменик у Кијеву

## Партнерски градови
- Тампере
- Анкара
- Ашхабад
- Астана
- Атина
- Баку
- Београд
- Беч
- Бишкек
- Братислава
- Брисел
- Будимпешта
- Буенос Ајрес
- Чикаго
- Кишињев
- Единбург
- Фиренца
- Хавана
- Хелсинки
- Јерусалим
- Краков
- Кјото
- Лајпциг
- Лисабон
- Мексико сити
- Минск
- Минхен
- Оденсе
- Париз
- Пекинг
- Преторија
- Рига
- Рим
- Рио де Жанеиро
- Бразилија
- Сантијаго де Чиле
- Софија
- Стокхолм
- Талин
- Ташкент
- Тбилиси
- Торонто
- Триполи
- Тулуз
- Варшава
- Вухан
- Беч
- Вилњус
- Јереван
- Женева
- Џакарта
- Суџоу
- Лима
- Берлин